# Липский, Альберт Николаевич
Альбе́рт Никола́евич Ли́пский (30 августа (11 сентября) 1890, деревня Тертёж, Луковская волость, Рогачёвский уезд, Могилёвская губерния, Российская империя — 3 марта 1973, Абакан, ХАО, РСФСР, СССР) — советский этнограф и археолог, участник Первой мировой войны, агент ГПУ-ОГПУ (1922—1930), штатный сотрудник ОГПУ-НКВД (1930—1935) — «этнограф с пистолетом». Специалист по этнографии коренных народов Дальнего Востока и археологии Южной Сибири, критик и оппонент В. К. Арсеньева.

## Биография
Незаконнорожденный сын польского дворянина Липницкого (?). Отчим — Николай Марцельевич Липский, железнодорожный рабочий. Мать — Анна Адамовна Липская, из крестьян.
В 1909—1912 гг. учился в Петербургском университете (не окончил), затем — в Петербургском психоневрологическом институте. В 1914 г. перевелся в Московский археологический институт (не окончил).
В феврале 1916 г., возвращаясь из научной поездки по русскому Алтаю и Монголии, был арестован Бийским воинским присутствием по обвинению в аграрной пропаганде среди туземцев Алтая, сдан на военную службу рядовым без права поступления в военное училище и отправлен на фронт. В составе 181-го Остроленского пехотного полка принимал участие в Барановичской операции, был контужен в голову. В январе 1917 г. командирован в одно из московских военных училищ, откуда весной этого же года дезертировал: бежал на Алтай, затем с фальшивым паспортом на имя Георгия Дмитриевича Куренкова (девичья фамилия матери Липского) перебрался в Томск.
На Дальнем Востоке с августа 1917 г. (Хабаровск, Владивосток). В 1918 г. жил в Верхнеудинске. Работал в Прибайкальском союзе кооперативов, под псевдонимом «Г. Д. Куренков (А. Н. Л.)» редактировал газету «Прибайкальская жизнь».
В 1925 г. в Николаевске-на-Амуре подал заявление о вступлении в РКП(б), но на общегородском партсобрании не был принят.

### Военная карьера
Участник отдельных эпизодов Гражданской войны на Дальнем Востоке. В 1919—1920 гг. сотрудничал с партизанскими отрядами И. П. Шевчука, Д. И. Бойко-Павлова, Я. И. Тряпицына и Я. Лапты на Нижнем Амуре: вёл пропаганду среди гольдов (нанайцев), доставлял сведения партизанским штабам. В 1923 г. принял участие в операции против Сибирской добровольческой дружины генерала А. Н. Пепеляева, возглавив «боевые группы тунгусов», которые в октябре 1923 г. ликвидировали офицерский отряд полковника Степанова (42 человека).
А. Н. Липский: «Белые никого в плен не брали и даже раненых расстреливали на месте. Жестокость порождала жестокость. Красные делали то же. Всех врагов, захваченных с оружием в руках, в том числе и обманутых белыми представителей местных народностей, тут же расстреливали. Такова была страшная логика тех событий. Теперь, после всего пережитого и передуманного, не могу себе простить той в сущности палаческой роли, которую добровольно принял на себя. Не снимаю с себя ответственности ни перед собой, ни перед историей. Но что было, то было».
В 1922 г. стал негласным сотрудником (агентом) ГПУ. В октябре 1927 г. командирован Полномочным представительством ОГПУ по ДВК в восточную часть Якутии в составе экспедиции особого назначения для участия в ликвидации т. н. Ксенофонтовского восстания. В 1928—1929 гг., в связи с событиями на КВЖД, «проделал сложный маршрут в погранполосе Маньчжурии и выполнил операцию по очистке Сихотэ-Алиня от накопившихся там, в нашем тылу, белогвардейских групп» (из письма А. Н. Липского Генеральному прокурору СССР, 1954 г.).
С 1 октября 1930 г. — штатный сотрудник ПП ОГПУ по ДВК: «Уже невозможно было скрывать мое активное и неоднократное участие в оперативных мероприятиях органов госбезопасности» (из письма А. Н. Липского в Министерство внутренних дел СССР, 1960 г.). Занимал должности уполномоченного 2-го отделения КРО (контрразведывательного отдела) ПП ОГПУ по ДВК, затем уполномоченного 1-го отделения ОО (особых отделов) ПП и ОКДВА.
Весной 1931 г. (1-5 апреля) руководил операцией по ликвидации антисоветского восстания бандитов (банда Шмонина и Третьяковых) в п. Чумикан и п. Удское на севере Дальневосточного края. На время операции Липскому, с санкции полномочного представителя ОГПУ ДВК Дерибаса Т. Д., были даны полномочия председателя внесудебной тройки. Использовал их, расстрелял на месте руководителя восстания — бывшего золотопромышленника, поляка Вацлава Штенгеля — ставшего якобы японским агентом. На самолёте ЮГ-1 (JuG-1) (пилот Карл Ренкас) «вел воздушный бой»:
А. Н. Липский: «…Мы не слышали выстрелов с земли, но было ясно, что по самолёту стреляют. Несколько пуль угодило в пассажирскую кабину, ранило пограничника. Ещё больше попаданий пришлось в кабину летчиков. Одна из пуль разбила штурвал, несколькими попаданиями прошита приборная доска. Ряд приборов вышел из строя. Был пробит запасной бак для горючего, и оно струйкой текло по плоскости. Я обратил внимание на командира, который то и дело вслушивался в работу двигателя. Указав кивком головы на приборную доску, прокричал мне на ухо: „…Дотянем ли?“…»
В 1932 г. принял участие в подавлении Улунгинского восстания (староверческого выступления на северном побережье Приморья и по р. Бикин), а также участвовал как начальник штаба экспедиции особого назначения в ликвидации крупного закордонного партизанского отряда Афанасия Куксенко.
В 1933-34 гг. принимал активное участие в ликвидации т. н. «Камчатской повстанческой организации» (дело «Автономная Камчатка»), «о контрреволюционной, шпионско-повстанческой и вредительской организации», руководителем которой объявили покойного В. К. Арсеньева.
В 1935 г. уволился из НКВД по собственному желанию («по болезни»).

### Научная жизнь
Изучал этнографию и антропологию коренных народов Нижнего Амура. Участник и организатор нескольких этнографических экспедиций в Приамурье (1918—1937). Член Приамурского отдела Русского географического общества (1918). Первая опубликованная работа: «Материалы по этнографии гольдов. Выпуск 1-й. Материальная культура. Опыт общего обзора наблюдённых явлений, введение к детальному их описанию» под псевдонимом «Г. Д. Куренков (А. Н. Л.)». (Верхнеудинск, 1918).
В 1920—1921 гг. — библиотекарь, директор, затем заведующий этнографическим отделом Хабаровского краевого музея.
В 1921 г. — представитель Министерства национальных дел ДВР по делам туземных национальностей. Впоследствии министр национальных дел К. Я. Лукс оценил работу Липского как «научную спекуляцию», а самого его охарактеризовал как «музейного вора и авантюриста». Преподаватель Института народного образования (Чита, 1923). Ассистент на кафедре народоведения Государственного Дальневосточного университета (Владивосток, 1923—1924). В части этнографии народов Дальнего Востока и археологии Южной Сибири развивал идеи Дмитрия Анучина.
С 23 ноября 1928 года — член ученого совета музея от отдела охотничьего хозяйства Дальневосточного земельного управления (ДКЗУ), этнограф. С февраля 1930 года — заведующий сектором звероводства и кролиководства управления Дальгосторга. 1 августа — 26 сентября 1935 г. — вновь директор Хабаровского музея краеведения.
Научный сотрудник Института этнографии АН СССР, начальник Амурского этнографического отряда. Экспедиция работала в Приамурье два полевых сезона (1936,1937 гг.). Было снято два фильма о (нанайских шаманах: «Мангобо-най — Амурский человек» и «Буни поктади — Дорогой мертвых» (хранятся в коллекциях Госфильмофонда РФ).
Критиковал и был оппонентом В. К. Арсеньева по малым народам.
«Поход землепроходца Хабарова, — писал, — пестрит убийствами и грабежами».
В 1943 г., по рекомендации профессора Г. Ф. Дебеца, приезжает в г. Абакан для палеоантропологических исследований на Среднем Енисее и работает в Хакасском областном краеведческом музее.
«Это крупный учёный с большим опытом экспедиционной работы, получивший хорошее образование в Петербургском университете и в Московском археологическом институте» (Г. Ф. Дебец).
С 1943 г. — директор Хакасского музея.
По указанию Хакасского обкома ВКП (б) в 1949 году уволен с руководящей должности (из-за судимости), в том же году перешел на должность научного сотрудника, археолога музея.
В 1963—65 гг. срисовывал изображения Джойской писаницы.
Постоянный оппонент, недоброжелатель Арсеньева В. К. В книге «Люди и судьбы. Биобиблиографический словарь востоковедов — жертв политического террора в советский период (1917—1991)», авторов Я. В. Василькова и М. Ю. Сорокина, есть целая статья о Липском, где сказано, что «в 1960-е он продолжал утверждать, будто В. К. Арсеньев был „шпионом и террористом“…». А в книге авторитетного востоковеда Софьи Милибанд «Востоковеды России», такой востоковед, как Липский, не значится.

### Арест, суд и жизнь после
Арестован 21 августа 1938 г. УГБ НКВД по ДВК в Хабаровске «за участие в контрреволюционной националистической организации». По постановлению Особого Совещания при НКВД СССР от 11 декабря 1939 года осужден по ст. 581а УК РСФСР, приговорен к заключению в исправительно-трудовой лагерь сроком на пять лет. Так как ст. 581а УК РСФСР карала высшей мерой уголовного наказания — расстрелом, а при смягчающих обстоятельствах — 10 годами лишения свободы, то в ХКД «Мемориал» (Хабаровск), пояснили, что А. Н. Липский был осужден по ст. 5810 УК РСФСР, по которой из практики судили «за участие в контрреволюционных организациях», и что номерное примечание к статье 58 — «10» в приговоре смазано до узнаваемости как «1а». Отбывал наказание в Суражевском ОЛП НКВД (Амурская область). Освобождён в 1943 году.
Определением Военного трибунала ДВО от 24 октября 1955 года, постановление Особого Совещания при НКВД СССР от 11 декабря 1939 года отменено и дело производством прекращено за отсутствием состава преступления. А. Н. Липский реабилитирован.
После самоубийства в 1972 г. сына Сергея, ученика седьмого класса, заболел и умер 3 марта 1973 г. Похоронен на Согринском кладбище Абакана на Аллее деятелей науки и культуры.

## Награды
Награждён знаком «Почетный работник ВЧК-ГПУ (XV)» № 548 (приказ ОГПУ № 57 от 04.02.1933 г.) «за активное участие в разгроме контрреволюционных сил на Дальнем Востоке», за т. н. Чумиканскую операцию (при аресте А. Н. Липского 21 августа 1938 г. знак был изъят).
В 1970 году за большую и плодотворную работу по изучению и спасению древних памятников Хакасии было присвоено звание «Заслуженного работника культуры РСФСР», также награждён юбилейной медалью «За доблестный труд. В ознаменование 100-летия со дня рождения Владимира Ильича Ленина».
27 сентября 2011 г. в п. Чумикан Хабаровского края открыт мемориальный комплекс, где фамилия А. Н. Липского внесена в список «Защитники Чумиканской заставы, награждённые орденом Красного Знамени». Однако имеются данные только на представление А. Н. Липского к ордену Красного Знамени: Приказ № 392 от 23 октября 1932 г. (Хабаровск) полномочного представителя ОГПУ ДВК Дерибаса Т. Д. «О награждении военнослужащих ОМ КПП Охотского и Николаевского-на-Амуре и гр. Тугуро-Чумиканского района за боевые отличия при ликвидации банды Шмонина-Третьяковых, в частности, орденом Красного Знамени — уполномоченного ОО ПП ОГПУ и ОКДВА Липского А. Н.». В УФСБ по Хабаровскому краю сведений о факте награждения А. Н. Липского орденом Красного Знамени в архивных материалах не имеется.

## Семья
Первая жена — Маргарита, до 1915 года.
Вторая жена (с 1917 года) — Нина Александровна Липская-Вальронд (1895—1942), умерла в блокадном Ленинграде 9 марта 1942 г.
Оба сына от первых двух жен, Дмитрий и Сергей, погибли на фронте в 1943 году.
Третья жена (1944—1949) — писательница Елена Ивановна Коронатова (в Абакане).
Четвёртая жена — Анна Борисовна Липская, вдова сына Сергея. Дети от этого брака: дочь Виктория и сын Сергей (1956—1972, покончил с собой).

## Интересные факты
4 сентября 1930 г. во Владивостоке неожиданно умер В. К. Арсеньев. По официальной версии — от воспаления лёгких. Версию о причастности А. Н. Липского к его преждевременному уходу из жизни читатель может найти в работах А. А. Хисамутдинова. В пользу этой точки зрения высказывается и кандидат филологических наук А. П. Путинцева:
«В 1930 году я заведовала Амурской Красной юртой, которая работала в нанайском стойбище Кондон, расположенном на реке Девятке, которая соединяет озеро Эворон с рекой Горюн, притоком Амура. В июле 1930 года в Кондон на катере приехали председатель Комитета народов Севера К. Я. Лукс и писатель-путешественник В. К. Арсеньев. Они ездили на озеро Эворон, где находилась база изыскательской партии Иванова. Геологи проводили обследование будущей железнодорожной трассы Амгунь — с. Пермское-на-Амуре — Советская Гавань. <…> В. К. Арсеньев в тот период был физически крепким и здоровым человеком, очень энергичным и деловитым.<…>
Я очень сильно удивилась и огорчилась, когда узнала о скоропостижной смерти Арсеньева. Долго не верила в это. Но летом 1931 года на озере Болонь, где в то время работала Красная юрта, я встретилась с омерзительным человеком А. Н. Липским. Он считал себя великим этнографом и писателем. А на деле это был бескультурный, хамовитый и бездарный человек, большой карьерист. Он постоянно пил. Однажды в пьяном угаре высказался об Арсеньеве, что смерть его не случайна, что так ему и надо, царскому офицеру и японскому шпиону, что чекисты бы его арестовали, но мешала его огромная популярность в стране и мире. При этом Липский хихикнул, выпил рюмку и сказал, что чекисты помогли Арсеньеву пораньше уйти в страну буни и что он в этом не раскаивается.
Тогда я поняла, что Липский и его друзья умертвили В. К. Арсеньева, а затем оклеветали многих товарищей писателя…».